# Championnat d'Écosse de football 1894-1895
Navigation
Édition précédente Édition suivante
La 5e édition du championnat d'Écosse de football est remportée par le Heart of Midlothian. C’est la première et seule victoire à ce jour du club d’Édimbourg. Il gagne avec cinq points d’avance sur le Celtic FC. Les Rangers FC complètent le podium.
À la fin de la quatrième saison, Renton FC voit son engagement non reconduit par les clubs de première division. Il va donc disputer la deuxième division naissante. Clyde FC qui n’a pourtant terminé que troisième de deuxième division prend sa place dans l’élite. Hibernian FC qui a gagné la deuxième division a lui échoué à son examen de passage.
Avec 12 buts marqués, John Miller du Clyde FC remporte le titre de meilleur buteur du championnat.

## Les clubs de l'édition 1894-1895
| Club                              | Ville      |
| --------------------------------- | ---------- |
| Celtic Football Club              | Glasgow    |
| Clyde Football Club               | Rutherglen |
| Dumbarton Football Club           | Dumbarton  |
| Dundee Football Club              | Dundee     |
| Heart of Midlothian Football Club | Édimbourg  |
| Leith Athletic Football Club      | Leith      |
| Rangers Football Club             | Glasgow    |
| St Bernard's Football Club        | Édimbourg  |
| Saint Mirren Football Club        | Paisley    |
| Third Lanark Athletic Club        | Glasgow    |

## Compétition

### Classement
Le classement est établi sur le barème de points classique (victoire à 2 points, match nul à 1, défaite à 0).
| Rang | Équipe                     | Pts | J  | G  | N | P  | Bp | Bc | Diff |
| ---- | -------------------------- | --- | -- | -- | - | -- | -- | -- | ---- |
| 1    | Heart of Midlothian        | 31  | 18 | 15 | 1 | 2  | 50 | 18 | +32  |
| 2    | Celtic FC                  | 26  | 18 | 11 | 4 | 3  | 50 | 29 | +21  |
| 3    | Rangers FC                 | 22  | 18 | 10 | 2 | 6  | 41 | 26 | +15  |
| 4    | Third Lanark AC            | 21  | 18 | 10 | 1 | 7  | 51 | 39 | +12  |
| 5    | Saint Mirren               | 19  | 18 | 9  | 1 | 8  | 34 | 34 | 0    |
| 6    | St Bernard's Football Club | 17  | 18 | 8  | 1 | 9  | 37 | 40 | -3   |
| 7    | Clyde FC                   | 16  | 18 | 8  | 0 | 10 | 38 | 47 | -9   |
| 8    | Dundee FC                  | 14  | 18 | 6  | 2 | 10 | 28 | 33 | -5   |
| 9    | Leith Athletic             | 7   | 18 | 3  | 1 | 14 | 32 | 64 | -32  |
| 10   | Dumbarton FC               | 7   | 18 | 3  | 1 | 14 | 27 | 58 | -31  |

|  | Champion d'Écosse |
|  | Relégation        |

## Bilan de la saison
| Tableau d'Honneur                |                            |
| Compétition                      | Vainqueur                  |
| Championnat d'Écosse de football | Heart of Midlothian        |
| Coupe d'Écosse de football       | St Bernard's Football Club |

| Promotions et relégations |                |
| Promus                    | Hibernian FC   |
| Relégués                  | Leith Athletic |

## Statistiques

### Meilleur buteur
- James Miller, Clyde FC, 12 buts